# 張秀卿
張秀卿（1970年5月28日—），台灣台語女歌手。

## 生平
張秀卿出生於屏東縣恆春鎮，在家中排行第四，有一兄二姐一妹。從小就喜愛唱歌，學鵝、豬、狗叫聲惟妙惟肖。小學二年級時，第一次參加歌唱比賽，贏得亞軍，此後陸續參加其它歌唱比賽。小學六年級，參加中視《六燈獎》〈兒童急智歌唱比賽〉，獲得冠軍。隨後被長昇唱片簽為旗下歌手，發行第一張華語歌曲專輯《細雨》。《細雨》推出不久，長昇唱片倒閉，張秀卿倍感挫折，以致上國中後暫停歌唱比賽。升上高一後，1984年才重新參加台視「全國歌唱名人排行榜」歌唱比賽，與青年高中學長羅時豐及方文琳等都由該節目出道。
張秀卿1985年隻身北上工作，為父還債，贊助兄姐購屋出國經費，為家裡貢獻三千多萬元。為了替女兒儲存教育基金，拼命接工作賺錢，甚至唱到口腔湧出血腥味，被人稱為《苦情歌后》。
張秀卿1993年以《想厝的心情》專輯獲得第六屆金曲獎《最佳方言女演唱》獎，民生報金曲龍虎榜83年度總排行第一(想厝的心情)及第二名(思念)。後來多次入圍金曲獎，2010年和10位男歌手合唱再度入圍金曲獎。與葉璦菱為私交好友，曾模仿葉璦菱演出。此外，還模仿蔡秋鳳、鄧麗君、鳳飛飛等女歌手，並反串模仿張宇等男歌手。

## 家庭状况
- 2002年與刑事警察兼台語歌手林宏銘結婚，於2007年離婚。
- 2003年女兒林莉出生。[1]
- 2014年與「加水站王子」王國贊（名人加水站創辦人）結婚，1月4日在台南市仁德區衛生福利部嘉南療養院對面的閒置空地（原仁美夜市，現為府城客運車輛基地）舉辦婚宴，婚後定居歸仁區。[2]

## 音樂作品

### 專輯
| 專輯 # | 發行日期 | 專輯名稱           | 語言 | 曲目 |
| ------ | -------- | ------------------ | ---- | --- |
| 1.     | 1981年   | 《細雨》           | 國語 | 曲目 A 1. 細雨 2. 小屋 3. 雨粒小露珠 B 1. 偶想 2. 你的眼睛像星星 3. 尋回失落的愛 C 1. 思 少女 2. 靜思 3. 阿蘭!莉娜 D 1. 成功的希望 2. 歸鄉路 3. 過去 |
| 2.     | 1987年   | 《半杯情》         | 台語 | 曲目 1. 半杯情 2. 愛著卡慘死 3. 心肝痛 4. 故鄉的天頂星 5. 無緣的結局 張秀卿＆羅時豐 6. 愛人仔免緣投 7. 千言萬語講抹盡 8. 誰人稀罕你的情 9. 今夜月光暝 10. 十字路口 11. 我心酸酸 12. 愛講才會知                                                                              |
| 3.     | 1988年   | 《風雨瞑》         | 台語 | 曲目 1. 風雨暝 2. 乾一杯 3. 最後的探戈 4. 一條手巾仔(與阿郎合唱) 5. 給你騙不知 6. 何必為著伊 7. 毛毛相思雨 8. 唱袂煞 9. 月夜相思雨 10. 恰想也是你一人 11. 愛情的酒 12. 嫁不對人                                                                                             |
| 4.     | 1990年   | 《一陣風一陣雨》   | 台語 | 曲目 1. 什麽原因想攏無 2. 一陣風一陣雨(與羅時豐合唱) 3. 是要靠誰人 4. 為什麽對我無坦白 5. 星下情歌 6. 望你相疼痛 7. 不願離開你 8. 我嘛希望有故鄉 9. 給你騙甲茫茫茫 10. 愛你千萬倍 11. 愛情到盡頭                                                                            |
| 5.     | 1992年   | 《車站》           | 台語 | 曲目 1. 海風海湧海茫茫 2. 車站 3. 感情的花 4. 一陣風一陣雨 5. 分離的感受 6. 留戀 7. 鴛鴦夢 8. 你有想我嘸 9. 你甘擱會想起我 10. 免想我 11. 愛情問題 12. 水蓮花 |
| 6.     | 1993年   | 《想厝的心情》     | 台語 | 曲目 1. 想厝的心情 2. 傷心往事 3. 望你疼惜阮 4. 心所愛的人 5. 夢中思慕的人 6. 甘願無人知 7. 永遠祝福你 8. 無情的火車 9. 返來阮身邊 10. 寂寞暝 |
| 7.     | 1993年   | 《思念》           | 台語 | 曲目 1. 思念 2. 愛你的心肝啥人知 3. 滿面春風 4. 癡情宛然是悲哀 5. 離別的彼首歌 6. 今生阮的愛 7. 失戀的心情 8. 愛你的女人心 9. 愛你 10. 秋風未了情 |
| 8.     | 1994年   | 《青春》           | 台語 | 曲目 1. 青春 2. 老情歌舊情人 3. 春夏秋冬 4. 已經攏乎汝 5. 傷心彼段情 6. 春風相思調 7. 故鄉的愛 8. 往事甭提起 9. 寂寞的暗暝 10. 新都市戀情 |
| 9.     | 1995年   | 《放捨你我心不甘》 | 台語 | 曲目 1. 放捨你我心嘸甘 2. 心亂 3. 望你疼惜 4. 情路歹走 5. 有緣 6. 將心來比心 7. 紅包歌星 8. 為你譜的歌 9. 一個人 10. 水仙偎溪水 11. 無你作夥情人節算啥貨 12. 三心兩意 |
| 10.    | 1997年   | 《我不是無情的人》 | 台語 | 曲目 1. 我不是無情的人 2. 找無阮的春天 3. 愛阮就要像地動 4. 冬天的目屎 5. 傷心甭提起 6. 何必閣再越頭 7. 恐驚已經愛著你 8. 帶我作陣飛 9. 愛你一人 10. 換無一句愛 11. 愛的問題 12. 台北hold me tight                                                                          |
| 11.    | 1998年   | 《心秀卿甲你同款》 | 台語 | 曲目 1. 心情妝水水 2. 期待有緣 3. 花花 4. 為何春天還袂來 5. 講會出的歡喜 6. 冷冷的棉被 7. 憨憨不知春 8. 甘願糊塗 9. 無需要等待的愛 10. 放手 |
| 12.    | 1999年   | 《贏》             | 台語 | 曲目 1. 鸁 2. 夜快車 3. 愛你愛到這 4. 隨人路隨人行 5. 車站 6. 了斷 7. 我若酒醉攏是你 8. 舊厝 9. 陷阱 10. 同床無同命 |
| 13.    | 2000年   | 《卻上心頭》       | 國語 | 曲目 1. 月亮之歌 2. 卻上心頭 3. 天真活潑又美麗 4. 楓葉情 5. 牽引 6. 問斜陽 7. 煙雨斜陽 8. 秋詩篇篇 9. 我騎著一部單車 10. 組曲 |
| 14.    | 2001年   | 《卿秀佳人》       | 台語 | 曲目 1. 哎呀呀 2. 有情人攏甲意 3. 聽歌的心晟 4. 純情的傷悲 5. 愛你的我 6. 咖啡變滾水 7. 無緣愛你一生 8. 搏感情 9. 我乎你靠 10. 愛是大家的 |
| 15.    | 2004年   | 《好女兒》         | 台語 | 曲目 1. 讚！讚！讚！ 2. 流浪的感情 3. Baby我愛你 4. 爸爸媽媽 5. 好女兒 6. 春花望露 7. 寶島曼波 8. 愛河 9. 情傷 10. 落大雨彼日 11. 車站 12. 想厝的心情 13. 思念 14. 滿面春風 15. 春夏秋冬 16. 海風海湧海茫茫 17. 青春 18. 一陣風一陣雨 19. 傷心往事 20. 水蓮花               |
| 16.    | 2007年   | 《甭擱黑白花》     | 台語 | 曲目 1. 甭擱黑白花 2. 海中船 3. 煙花女子 4. 昨暝的棉漬被 5. 加油(Gan Ba-De) 6. 一領新娘衫 7. 女人啊 8. 你答嘛幫幫忙 9. 洗盡鉛華 10. 淡水情歌 |
| 17.    | 2009年   | 《癡情膽》         | 台語 | 曲目 1. 癡情膽 (Feat.蔡小虎) 2. 不甘你哭 (Feat.羅時豐) 3. 刻字 (Feat.翁立友) 4. 無條件的愛情 (Feat.黃西田) 5. 悲情海岸 (Feat.賀一航) 6. 水水的人生 (Feat.李明洋) 7. 愛一個人 (Feat.江志豐) 8. 秋夜戀情 (Feat.高向鵬) 9. 生命中的過客 (Feat.許志豪) 10. 變色緣 (Feat.吳俊宏) |
| 18.    | 2010年   | 《選擇你》         | 台語 | 曲目 1. 情弦 2. 選擇你(Feat.江志豐) 3. 今生無緣(Feat.蔡小虎) 4. 情人淚(Feat.羅時豐) 5. 情人節(Feat.龍千玉) 6. 正妹 7. 千年情 8. 落葉 9. 恨你無情 10. 愛你這個時陣 |
| 19.    | 2011年   | 《愛人仔恰恰》     | 台語 | 曲目 1. 醉醉醉 2. 愛人仔恰恰 3. 親家(Feat.江志豐) 4. 愛情白酒(Feat.許志豪&吳俊宏) 5. 妳我的一生(Feat.李明洋) 6. 心連心 7. 快樂的 8. 非常男女 9. 愛到無退路 10. 完美(Chinese)                                                                                                |
| 20.    | 2012年   | 《辣妹駕到》       | 台語 | 曲目 1. 辣妹駕到(With.馬國畢&白雲) 2. 追心 3. 辣辣辣 4. 情人巷 5. 紅顏燒酒命 6. 蘋果櫻桃 7. 失戀來跳探戈 8. 情關衝袂破 9. 你是我的人(Feat.許志豪) 10. 今生無緣(Feat.李明洋)                                                                                                 |
| 21.    | 2013年   | 《望天草》         | 台語 | 曲目 1. 望天草 2. 愛太深(&袁小迪) 3. 又擱想起你 4. 心肝仔(&林莉) 5. 天生浪漫 6. 我的愛再會 7. 你我攏同款 8. 飛双双 9. 情歌對唱(&吳俊宏) 10. 送給你 |
| 22.    | 2015年   | 《那麼愛你》       | 台語 | 曲目 1. 恆春姑娘 2. 那麼愛你 3. 幸福車站 4. 捧香 5. 情海迷航 6. 一口氣 7. 傷心批傷心的話 8. 走味的情份 9. 笑談人生 10. 瓊花(曇花) |
| 23.    | 2016年   | 《真愛無價》       | 台語 | 曲目 1. 幸福的開始 2. 真愛無價 (v.s莊振凱) 3. 春花望露水 4. 原因 5. 對待你的愛 6. 只為你一人 7. 了斷 8. 女人的願望 9. 一暝三冬 10. 沒你的歌,沒你的我 (v.s吳俊宏) |
| 24.    | 2017年   | 《阿哥哥》         | 台語 | 曲目 1. 阿哥哥 2. 堅持的愛(& 莊振凱) 3. 無聲的思念 4. 堅強的女性(& 莊振凱) 5. 痴情夢 6. 為你放袂落 7. 車票 8. 心聲淚 |
| 25.    | 2018年   | 《沒我你沒娶》     | 台語 | 曲目 1. 鄉村小路 2. 沒我你沒娶(三立八點檔金家好媳婦片尾曲) 3. 倔強的愛 4. 若問(& 林莉) 5. 戀戀基隆山 6. 戀戀東北岸 7. 寄乎阿母的批 8. 草仔花 |
| 26.    | 2019年   | 《感情騙子》       | 台語 | 曲目 1. 年年賺大錢 2. 感情騙子 3. 地久天長 4. 甘願 5. 孤鸞 6. 基隆雨 7. 江山樓 8. 夜夜心孤單 |
| 27.    | 2020年   | 《阿喜》           | 台語 | 曲目 1. 阿喜 2. 思念的日子(& 鄔兆邦) 3. 相思火 4. 愛情讓別人 5. 誰人叫我愛著你 6. 心肝著賊偷 7. 不想你 8. 花開花謝 |
| 28.    | 2022年   | 《請你珍惜我》     | 台語 | 曲目 1. Money我愛你 2. 請你珍惜我 3. 夢會醒酒會退 4. 問天 5. 老公 6. 傷心夢 7. 癡心花 8. 一筆抹銷 |
| 29.    | 2023年   | 《我是女王》       | 台語 | 曲目 1. 我是女王 2. 墾丁初戀(& 吳俊宏) 3. 一齣愛情戲 4. 一把癡情 5. 愛憨情痴 6. 相思愛玉 7. 錯入愛情河 8. 想要放乎袂記 |
| 30.    | 2024年   | 《贏一口氣》       | 台語 | 曲目 1. 贏一口氣 2. 用命甲天換 3. 情海無崁蓋 4. 月光燈塔 5. 愛是什麼 6. 不通將阮放袂記 7. 孤單心 8. 孤夜暝 |
| 31.    | 2025年   | 《阿桃》           | 台語 | 曲目 1. 你尚好膽 2. 阿桃 3. 一八六六七(& 七郎) 4. 讓步 5. 女力時代 6. 情人的美夢 7. 戲中戲 8. 孤單的空房 |

## 演出作品

### 電視劇
| 年份 | 頻道       | 劇名           | 飾演   |
|      | 中視       | 《逐風少年隊》 |        |
| 2017 | TVBS歡樂台 | 《酸甜之味》   | 葉太太 |

### 電影
| 年份 | 劇名       | 飾演 |
| 2019 | 《大三元》 | 春花 |

## 廣告
- 1994年 擔任《最佳女主角》廣告代言人
- 1995年 接拍《黑棗茶》廣告
- 1998年 擔任法國化妝品《Kapok》之廣告代言人
- 錢多多娛樂城

## 主持作品
| 年份          | 頻道       | 節目                              | 搭檔主持人                     |
| 1996          | 台視       | 《飛越星期天》                    | 陳美鳳、費玉清、張衛健、況明潔 |
| 2004          | 緯來綜合台 | 《2000元遊台灣》                  |                                |
| 2005          | 華視       | 《台灣無線唱吟》                  | 苗可麗、楊烈                   |
| 2006          | 八大第一台 | 《台灣的歌》                      | 余天(前期)、賀一航(後期)       |
| 2008          | 八大第一台 | 《黃金演歌秀》                    | 賀一航                         |
| 2015          | 華視       | 《阿爸的一首歌》 (父親節特別節目) | 翁立友                         |
| 2019          | 年代MUCH台 | 《MUCH金點秀》                    | 邵大倫                         |
| 2023          | 信吉       | 《康康鄉卿秀》                    | 康康                           |
| 2023年6月24日 | 東森超視   | 《花甲少年趣旅行》                | 外景                           |

## 獎項紀錄
| 年份 | 獎項         | 類別                   | 提名               | 結果 |
| ---- | ------------ | ---------------------- | ------------------ | ---- |
| 1993 | 第5屆金曲獎  | 最佳年度歌曲獎         | 車站               | 提名 |
| 1993 | 第5屆金曲獎  | 最佳方言歌曲女演唱人獎 | 《車站》           | 提名 |
| 1994 | 第6屆金曲獎  | 最佳方言歌曲女演唱人獎 | 《想厝的心情》     | 獲獎 |
| 1996 | 第7屆金曲獎  | 最佳方言歌曲女演唱人獎 | 《放捨你我心嘸甘》 | 提名 |
| 1998 | 第9屆金曲獎  | 最佳方言女演唱人獎     | 《我不是無情的人》 | 提名 |
| 2007 | 第42屆金鐘獎 | 歌唱綜藝節目主持人獎   | 《台灣的歌》       | 提名 |
| 2010 | 第21屆金曲獎 | 最佳台語女歌手獎       | 《癡情膽》         | 提名 |

## 綜藝節目
| 年份           | 頻道                      | 節目名     | 角色 | 備註 |
| -------------- | ------------------------- | ---------- | ---- | ---- |
| 2022年11月26日 | 衛視中文台、台視、Netflix | 嗨！營業中 | 客人 |      |

## 外部連結
- 張秀卿粉絲團的Facebook專頁 （页面存档备份，存于）官方認證
- 張秀卿 個人檔案與歷年專輯 - KKBOX （页面存档备份，存于）